# Wit-Russische Socialistische Sportieve Partij
De Wit-Russische Socialistische Sportieve Partij (Wit-Russisch: Беларуская сацыяльна-спартыўная партыя, Belaruskaja Satsyalistychnaja-Spartynaja Partya) is een Wit-Russische politieke partij die het beleid van president Aleksandr Loekasjenko steunt. Bij de parlementsverkiezingen van 2004 veroverde de partij geen zetels in het Huis van Afgevaardigden.